# Evguenia Tchirikova
Pour les articles homonymes, voir Tchirikova.
Evguenia Sergueïevna Tchirikova (en russe : Евге́ния Серге́евна Чи́рикова), né le 12 novembre 1976 à Moscou, est une militante écologiste russe. En avril 2012, elle reçoit le Prix Goldman pour l'environnement pour son combat en faveur de la préservation de la forêt de Khimki face à l'Autoroute Moscou-Saint-Pétersbourg. 
En 2007, elle lance une pétition contre ce projet d'autoroute, qui prévoit 600 kilomètres de bitume sur une forêt primaire de chênes et bouleaux, qui rassemble des milliers de partisans. En 2011, elle l'est l'une des fondatrices de l'association Nacha Zemlia, Notre Terre.
En juin 2013, avec Russie-Libertés, Sherpa, CEE Bankwatch Network, MOBO Princip et des écologistes russes, elle dépose plainte auprès du parquet de Nanterre contre Vinci Concessions Russie et contre X sur des soupçons de corruption dans le cadre de la passation d'un marché public pour la construction et la concession d'exploitation de l'autoroute Moscou-Saint-Pétersbourg,. La plainte est appuyée par des éléments collectés avec l'aide de journalistes russes. Les demandeurs mettent en cause les conditions de l'appel d'offres, l'implication de hauts fonctionnaires et de l'oligarque Arkadi Rotenberg, ainsi que des ramifications financières aboutissant à Chypre, pays considéré comme un paradis fiscal.
En avril 2015, après que les services russes de l'enfance menacent de lui enlever ses deux filles sous un faux prétexte, Evguenia Tchirikova part s'établir à Tallinn, en Estonie. 